# Грбови рејона Бурјатије
Грбови рејона Бурјатије обухвата галерију грбова административних јединица руске федералне републике Бурјатије, са статусом градских округа и рејона, те њихове историјске грбове (уколико их има).
Већина грбова настала је након проглашења Републике Бурјатије 1992. године.

## Грбови округа и рејона
- 1 — Грб рејона 
 Баргузинский[1]
- 2 — Грб рејона 
 Баунтовски
- 3 — Грб рејона 
 Бичурски[2]
- 4 — Грб рејона 
 Џидински
- 5 — Грб рејона 
 Јеравнински
- 6 — Грб рејона 
 Заиграјевски[3]
- 7 — Грб рејона 
 Закамјенски
- 8 — Грб рејона 
 Иволгински
- 9 — Грб рејона 
 Кабански
- 10 — Грб рејона 
 Кижингински
- 11 — Грб рејона 
 Курумкански
- 12 — Грб рејона 
 Кјахтински
- 13 — Грб рејона 
 Мујски
- 14 — Грб рејона 
 Мухоршибирски
- 15 — Грб рејона 
 Окински[4]
- 16 — Грб рејона 
 Прибајкалски
- 17 — Грб рејона 
 Северо-Бајкалски
- 18 — Грб рејона 
 Сељенгински
- 19 — Грб рејона 
 Тарбагатајски
- 20 — Грб рејона 
 Тункински
- 21 — Грб рејона 
 Хорински